# Lekkoatletyka na Letnich Igrzyskach Olimpijskich 1908 – pchnięcie kulą mężczyzn
Pchnięcie kulą był jedną z konkurencji lekkoatletycznych na Letnich Igrzyskach Olimpijskich 1908 w Londynie odbyła się w dniu 16 lipca 1908. Uczestniczyło 25 zawodników z 8 krajów.

## Rekordy
Rekordy świata i olimpijskie przed rozegraniem konkurencji.
| Rekord świata     | 15,12 m(*) | Ralph Rose | Montreal (CAN)    | 21 września 1907 |
| Rekord olimpijski | 14,81 m    | Ralph Rose | Saint Louis (USA) | 31 sierpnia 1904 |

(*) - nieoficjalny

## Wyniki
| Miejsce | Zawodnik            | Państwo            | Rezultat |
| ------- | ------------------- | ------------------ | -------- |
| 1       | Ralph Rose          | Stany Zjednoczone  | 14,21 m  |
| 2       | Denis Horgan        | Wielka Brytania    | 13,62 m  |
| 3       | John Garrels        | Stany Zjednoczone  | 13,18 m  |
| 4       | Wesley Coe          | Stany Zjednoczone  | 13,07 m  |
| 5       | Ned Barrett         | Wielka Brytania    | 12,89 m  |
| 6       | Marquis Horr        | Stany Zjednoczone  | 12,83 m  |
| 7       | Jalmari Sauli       | Wlk. Ks. Finlandii | 12,58 m  |
| 8       | Lee Talbott         | Stany Zjednoczone  | 11,63 m  |
| 9-25    | James Barrett       | Wielka Brytania    | b.d      |
| 9-25    | Wilbur Burroughs    | Stany Zjednoczone  | b.d      |
| 9-25    | Michalis Dorizas    | Grecja             | b.d      |
| 9-25    | Nikolaos Jeorgandas | Grecja             | b.d      |
| 9-25    | Juho Halme          | Wlk. Ks. Finlandii | b.d      |
| 9-25    | Arne Halse          | Norwegia           | b.d      |
| 9-25    | István Mudin        | Węgry              | b.d      |
| 9-25    | Verner Järvinen     | Wlk. Ks. Finlandii | b.d      |
| 9-25    | Charles Lagarde     | Francja            | b.d      |
| 9-25    | Henry Alan Leeke    | Wielka Brytania    | b.d      |
| 9-25    | Mór Kóczán          | Węgry              | b.d      |
| 9-25    | Tom Nicolson        | Wielka Brytania    | b.d      |
| 9-25    | Elmer Niklander     | Wlk. Ks. Finlandii | b.d      |
| 9-25    | Martin Sheridan     | Stany Zjednoczone  | b.d      |
| 9-25    | André Tison         | Francja            | b.d      |
| 9-25    | Hugo Wieslander     | Szwecja            | b.d      |
| 9-25    | Bruno Zilliacus     | Wlk. Ks. Finlandii | b.d      |